# ソリンドラ
ソリンドラ（SOLYNDRA）は、アメリカ合衆国カリフォルニア州フリーモントに本拠を置く太陽電池メーカー。2011年9月6日にアメリカ連邦倒産法第11章を申請した。申請時の最高経営責任者は、ブライアン・ハリソン。

## 製品
CIGS型太陽電池の製造を行っていた。蛍光管程度の太さと長さを持つチューブ状に加工されており、浮かして設置することで360度の方向から効率よく集光できるとともに、発電効率を低下させる熱を効率良く逃がすことができることも特徴であった。

## 政府の支援と破綻
2005年創業のベンチャー企業であったが、2009年、グリーン・ニューディール政策の一環として、アメリカ政府はソリンドラに対し53,500万ドルもの融資保証を実施。また、2011年5月にはオバマ大統領も会社を訪れるなど、政府としてバックアップ体制が敷かれていた。しかし、同年9月6日にあっけなく破綻。負債額は、78,380万ドル。工場は閉鎖され1,100人の従業員は解雇された。破綻の原因は、中国メーカーとの競争で業績が悪化とも伝えられたが、同年9月8日に連邦捜査局がソリンドラ社を家宅捜索するなど、融資保証に関する疑惑が取り沙汰されている。